# Francisco López Hernández

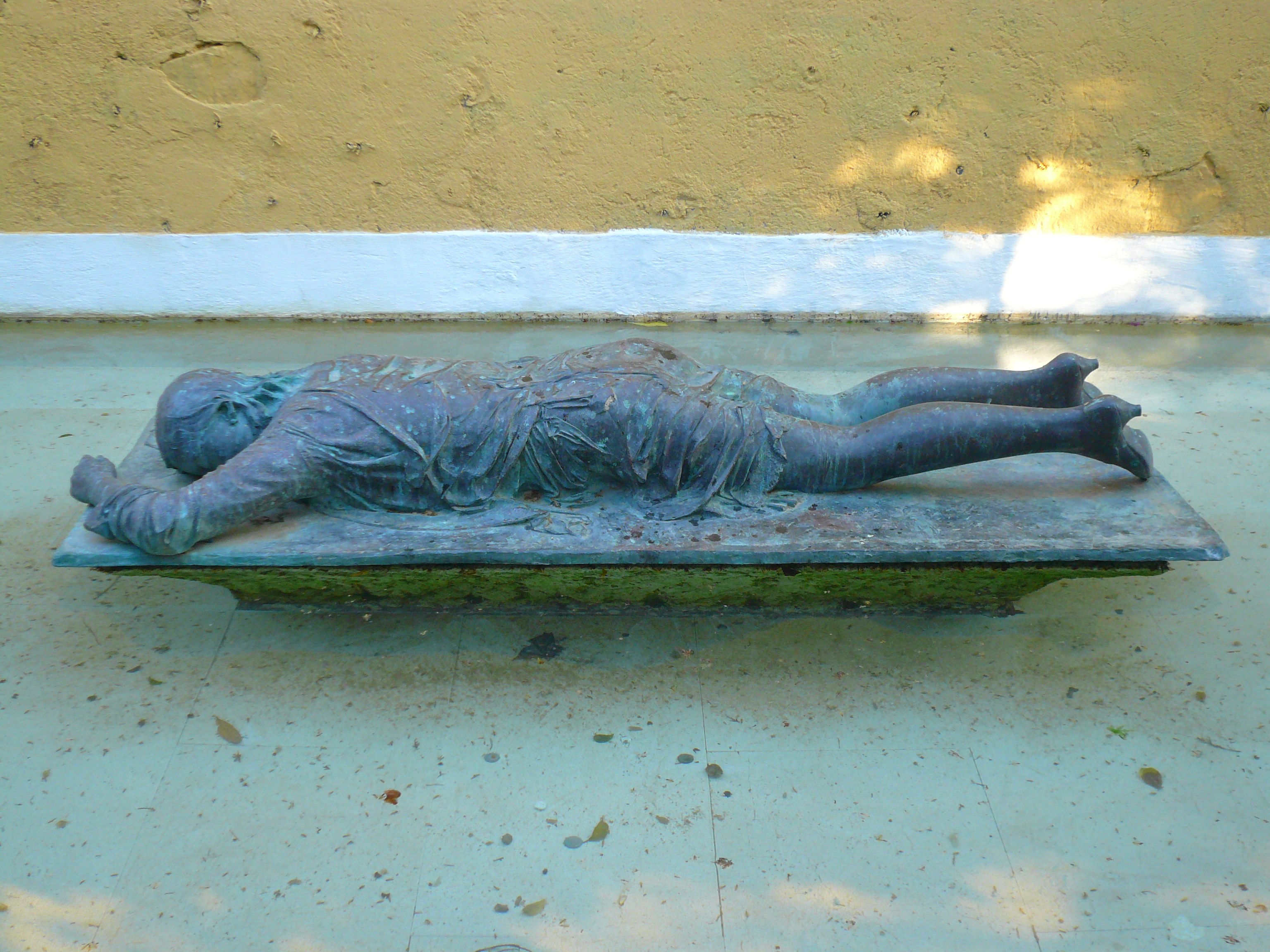
Ofelia ahogada, jardines de Villa Cecilia (1964).

Francisco López Hernández (Madrid, 28 de abril de 1932 - 8 de enero de 2017) fue un escultor español. 

## Biografía
Perteneció a una familia de orfebres y recibió las primeras lecciones en escultura de su padre. Posteriormente estudió en la Escuela de Artes y Oficios de Madrid y en la Escuela de Bellas Artes de San Fernando.
En 1956, viajó a Roma (Italia) con una beca de estudios del Ministerio de Educación. También lo hará con estancias en París (Francia) y en Grecia, ampliando su formación.
Expuso por primera vez en el año 1955, en compañía de otros artistas pertenecientes a la escuela realista contemporánea española, Antonio López García y Julio López Hernández, su hermano, y de un informalista, Lucio Muñoz. En 1960 se casó con la artista visual Isabel Quintanilla y se trasladaron a vivir a Roma entre 1960 y 1964, en la Academia de España en Roma, ocupando una plaza ganada por oposición.

## Obras

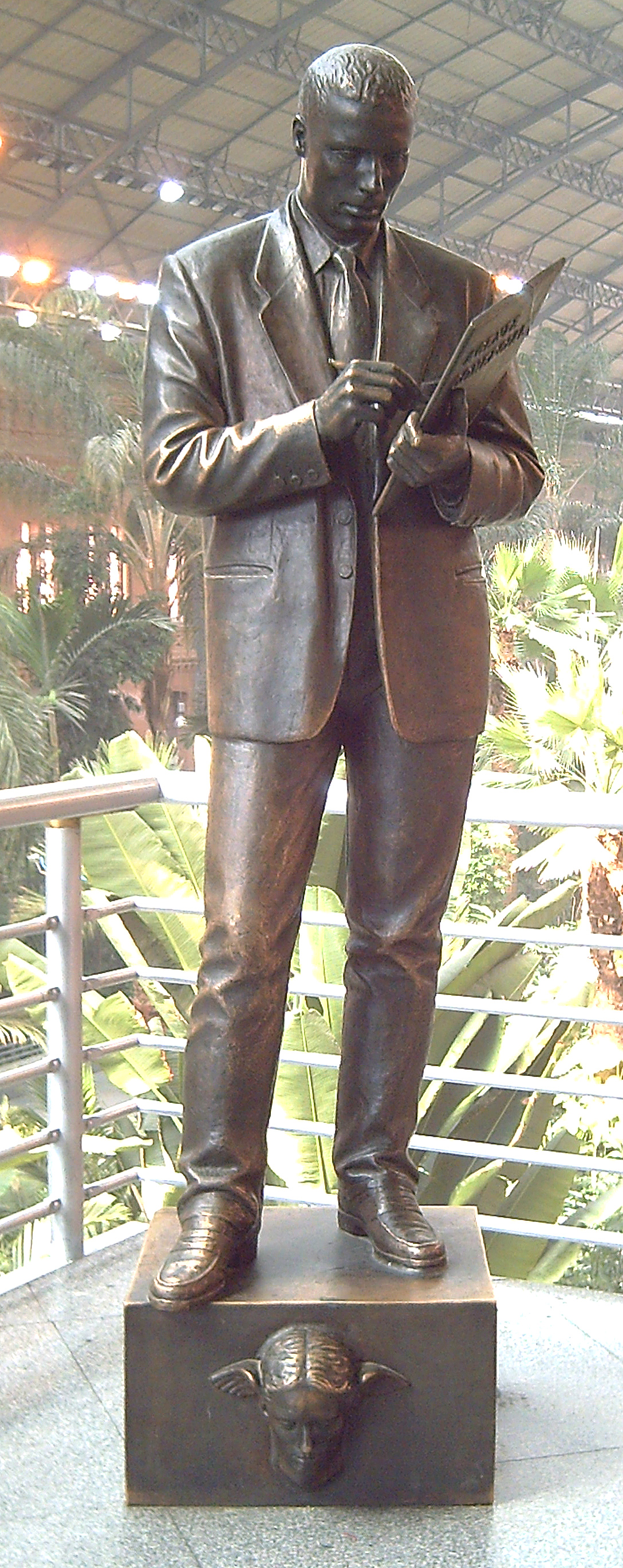
Homenaje al agente comercial (1998), Atocha, Madrid.

Sus obras se encuentran en numerosos museos, incluyendo el Museo Nacional Centro de Arte Reina Sofía de Madrid, el Museo Británico de Londres,[cita requerida] la Nueva Pinacoteca de Múnich, (Alemania), la Fundación Juan March y la Colección Iberdrola. 
Obras en lugares públicos:
- Relieve de Madrid, 1965, Facultad de Filosofía de la Universidad Complutense, Madrid (en colaboración con Rafael Moneo)
- Ofelia ahogada], 1964, situada en los jardines de Villa Cecilia de Barcelona.
- Monumento a Enrique Tierno Galván,1988, parque del Planetario, Madrid.
- Monumento a Lluís Companys, 1998 Barcelona.
- Homenaje al Agente Comercial, 1998, Estación Puerta de Atocha, Madrid.
- Monumento a Josemaría Escrivá de Balaguer, 2001, Universidad de Navarra (Edificio central), Pamplona.
- Escultura, en la escalera de acceso al Instituto del Patrimonio Cultural de España.
- Monumento a Velázquez, s/f, Madrid.
- Mujer en la fuente, Ayuntamiento de Logroño.1984
- Monumento a Carlos III, el Noble, 2004, Plaza del Castillo con la Avenida de Carlos III, Pamplona.
- Monumento a José Antonio Aguirre y Lecube, 2004, Calle Ercilla, Bilbao.
- Monumento a Blas de Otero, 2005, Bilbao.
- Retrato del Pintor Pablo Picasso, 2008 plaza de la Merced, Málaga.